# Murat Belge
Murat Belge (* 16. März 1943 in Ankara) ist ein türkischer Publizist und Verleger. 
Er ist der Sohn des Diplomaten Burhan Asaf Belge und der Neffe des Schriftstellers und Politikers Yakup Kadri Karaosmanoğlu, die beide in den 1930er Jahren zu den Begründern des Linkskemalismus gehörten. Er studierte Anglistik und gehörte in den 1960er und 1970er Jahren zu den Wortführern der linken Studentenbewegung. Nach dem Militärputsch von 1971 und dem Putsch 1980 verlor er deswegen seine akademischen Posten. 
Mit Gleichgesinnten gründete er den Verlag İletişim Yayınları, in dem unter anderem die Werke von Orhan Pamuk erscheinen. Er publizierte häufig in der Zeitschrift Birikim und der Tageszeitung Radikal; seit 2008 ist er Kolumnist der Zeitung Taraf. Dadurch wurde er zum bekanntesten Vertreter einer linksliberalen Strömung, die sich kritisch mit dem orthodoxen Marxismus und dem Kemalismus auseinandersetzt. Besonders heftige Anfeindung aus nationalistischen Kreisen zog er auf sich, weil er die Debatte um die Verfolgung der Armenier während des Ersten Weltkriegs in der Türkei mit initiierte.
Im April 2013 wurde Belge vom damaligen Ministerpräsidenten Recep Tayyip Erdoğan in eine „Rat der Weisen“ genannte Kommission berufen, die die damals angestrebte friedliche Beendigung des Konflikts mit der kurdischen PKK zivilgesellschaftlich begleiten sollte, letztlich aber wirkungslos blieb.
| Personendaten    | Personendaten                     |
| ---------------- | --------------------------------- |
| NAME             | Belge, Murat                      |
| KURZBESCHREIBUNG | türkischer Publizist und Verleger |
| GEBURTSDATUM     | 16. März 1943                     |
| GEBURTSORT       | Ankara                            |